# Station Ailly-sur-Somme
Station Ailly-sur-Somme is een spoorwegstation in de Franse gemeente Ailly-sur-Somme.